# (612) Veronika
(612) Veronika est un astéroïde de la ceinture principale découvert par August Kopff, le 8 octobre 1906, à l'observatoire de Heidelberg.
On ignore l'origine de cette Veronika, en l'honneur de qui l'astéroïde est nommé.